# San Francisco CalHeat
San Francisco CalHeat, kurz: SF CalHeat, ist der Name eines Handballvereins in den Vereinigten Staaten aus San Francisco.

## Geschichte
Der Verein wurde im Jahr 1984 gegründet, nachdem schon im Jahr 1979 an der Centerville Jr. High School ein Programm zur Förderung des Handballs (in den Vereinigten Staaten Team Handball genannt) unter der Leitung von Ray Gehrke gestartet worden war. Der Verein wurde im Jahr 2011 als Non-Profit-Organisation nach US-Recht registriert. Im Großraum San Francisco wurde der Handballsport an zahlreichen Schulen etabliert. Engagiert wurden dazu auch der Däne Claus Dalgaard Hansen, der Franzose David Degouy und der Schweizer Nicolas Raemy.

## Erfolge

### Frauen
Die Frauen des Vereins gewannen in der nationalen Meisterschaft Women’s Open Division 2003 und 2006 den Titel. In den Jahren 1987 und 2018 wurde der Verein Zweiter, in den Jahren 1996, 2001 und 2002 Dritter der Meisterschaft.

### Männer
Das Männerteam konnte bei den nationalen Meisterschaften, der Men’s Elite Division, in den Jahren 1984, 1985, 1986, 1990, 2019 und 2022 den Titel gewinnen. Einen zweiten Platz belegte das Team in den Jahren 1987 und 2018, den dritten Platz in den Jahren 1995 und 1996.
Bei den North American and Caribbean Club Championship im Jahr 2021 konnte sich das Team als Sieger für den IHF Super Globe 2021 qualifizieren.

## Spielstätte
San Francisco CalHeat trägt die Heimspiele in der Centerville Junior High School Gym aus.

## Trainer
Trainerin der ersten Frauen-Mannschaft ist Kristina Alavanja, Trainer der ersten Männer ist Danilo Rojevic (Stand: 2020).